# Pionierweg
Der Pionierweg ist ein alpiner Steig in der Nordflanke des Herzogstandes mit historischer Bedeutung. Er wurde bereits 1892 von einem bayrischen Pionierbataillon angelegt.
Er stellt die direkte Verbindung von Schlehdorf zum ehemaligen Reitweg von König Maximilian II. her. Erbaut wurde der Weg auf Initiative der Alpenvereinssektion München im Jahr 1892 unter Leitung von Oberleutnant Adalbert Neischl.
Zum Zwecke der Erschließung im steilen und von Gräben wie z. B. dem Teufelsgraben durchzogenen Gelände unterhalb des Herzogstandes wurden Sprengungen durchgeführt und mehrere Brücken angelegt. Am oberen Ende an einem Sattel trifft der Pionierweg auf den so genannten Reitweg von Maximilian II.